# Parrasi (mitologia)
|  | Per a altres significats, vegeu «Parrasi». |

Parrasi (en grec antic Παρράσιος) va ser, segons la mitologia grega, un heroi arcadi, fill de Licàon o també fill de Zeus, i pare d'Arcas, el que va donar nom a l'Arcàdia.
Parrasi va fundar la ciutat arcàdia de Parràsia. Plutarc explica que la nimfa Filònome, filla de Níctim i d'Arcàdia,va quedar embarassada d'Ares i va tenir dos bessons, i que per por al seu pare els va exposar a la muntanya de l'Erimant. però una lloba va alletar els dos nens, i un pastor, Tílif, els va recollir. Aquest pastor els va donar els noms de Licast i de Parrasi, i els va criar com si fossin fills seus. Més endavant, els dos bessons van aconseguir el poder a l'Arcàdia. Segons diu Pierre Grimal, és evident el paral·lelisme d'aquesta llegenda, que considera tardana, amb la llegenda de Ròmul i Rem.